# Torneå norra
Torneå norra (finska: Tornio-Pohjoinen) var en hållplats på järnvägen vid triangelspåret som hörde till Torneå järnvägsstation. Hållplatsen och spåret ligger norr om Torneå station där tågen från Uleåborg till Kolari passerar utan att gå in till Torneå station.
Hållplatsen öppnades för persontrafik den 21 februari 1986 och stängdes för persontrafik den 3 maj 2004. Innan stängningen stannade alla persontåg på Kolaribanan här. Anledningen till att hållplatsen stängdes var på grund av ett litet passagerarunderlag, den korta plattformslängden och att plattformen låg i kurvan. Officiellt avvecklades trafikplatsen den 9 januari 2005.
Den 2 oktober 2008 togs den nya hållplatsen Torneå östra i bruk, som ersatte Torneå norra.  